# Helena Rasiowa
Helena Rasiowa (n. 20 iunie 1917, Viena, Austro-Ungaria – d. 9 august 1994, Varșovia, Polonia) a fost o matematiciană poloneză. A lucrat în domeniile fundamentelor matematicii și logicii algebrice.

## Primii ani
Rasiowa s-a născut la Viena pe 20 iunie 1917 din părinți polonezi. De îndată ce Polonia și-a recăpătat independența în 1918, familia s-a stabilit la Varșovia. Tatăl Helenei, Wiesław Bączalski, era specialist în căi ferate. Copil fiind, a expus multe abilități și interese diferite, de la muzică la managementul afacerilor și, cel mai important dintre interesele ei, matematică.
Perioada din jurul anului 1938 nu a fost oportună pentru studii universitare. Rasiowa a trebuit să-și întrerupă studiile în matematică din cauza celui de-al Doilea Război Mondial. Mulți oameni au fugit din țară sau cel puțin au fugit din orașele mari care erau supuse bombardamentelor germane. Și familia Rasiowa a fugit, deoarece majoritatea oficialilor de rang înalt și membri ai guvernului erau evacuați în România. Familia a petrecut un an la Liov, în Ucraina. După o invazie sovietică din septembrie 1939, orașul a fost preluat de Uniunea Sovietică. Viața multor polonezi a devenit pusă în pericol, așa că tatăl Helenei a decis să se întoarcă la Varșovia.

## Dezvoltarea academică
Rasiowa a devenit puternic influențată de logicienii polonezi. Ea și-a scris teza de masterat sub supravegherea lui Jan Łukasiewicz și a lui Bolesław Sobociński. În 1944, a izbucnit Revolta din Varșovia și, ca urmare, Varșovia a fost aproape complet distrusă. Acest lucru nu s-a datorat doar luptelor imediate, ci și datorită distrugerii sistematice care a urmat răscoalei după ce a fost suprimată. Teza lui Rasiowa a ars cu toată casa. Ea și mama ei au supraviețuit adăpostite într-o pivniță acoperită de ruinele clădirii demolate.
După război, matematica poloneză a început să-și recupereze instituțiile și oamenii. Cei care au rămas au considerat că datoria lor este reconstrucția universităților poloneze și a comunității științifice. Una dintre condițiile importante pentru această reconstrucție a fost aceea de a-i aduna pe toți cei care ar putea participa la recreerea matematicii. Între timp, Rasiowa acceptase un post de profesor într-un liceu. Aici l-a cunoscut pe Andrzej Mostowski și s-a întors la universitate. Ea și-a rescris teza de master în 1945, iar în anul următor și-a început cariera academică ca asistentă la Universitatea din Varșovia, instituție de care a rămas legată pentru tot restul vieții.
La universitate, ea și-a pregătit și susținut teza de doctorat, Tratamentul algebric al calculelor funcționale ale lui Lewis și Heyting, în 1950, sub îndrumarea profesorului Andrzej Mostowski. Această teză despre logica algebrică i-a inițiat cariera, contribuind la școala de logică Lvov–Varșovia. În 1956, a obținut a doua diplomă academică, doktor nauk (echivalentă cu abilitarea de astăzi) la Institutul de matematică al Academiei Poloneze de Științe, unde între 1954 și 1957 a ocupat un post de profesor asociat, devenind profesor în 1957 și ulterior profesor titular în 1967. Pentru diplomă, ea a prezentat două lucrări, Modele algebrice de teorii axiomatice și Teorii Constructive, care împreună au format o teză numită Modele algebrice de teorii elementare și aplicațiile lor. Timp de 15 ani (1958–1960, 1962–1966, 1968–1978) a fost decan al Facultății de Matematică, Mecanică și Informatică.

## Viața personală
Puțin se cunoaște despre viața non-științifică a Helenei Rasiowa. S-a căsătorit cu Stanisław Rasia. În 1947, la Milanówek, l-a născut pe fiul ei, Zbigniew, care a călcat pe urmele mamei sale și a studiat, de asemenea, algebra (1973 - doctorat) și informatică (1987 - profesor la Universitatea din Carolina de Nord din Charlotte)..